# Camilo Pérez
Juan Camilo Perez Saldarriaga (Medellín, Antioquia, Colombia; 26 de octubre de 1985) es un futbolista colombiano. Jugará como defensa en el equipo Llaneros Fútbol Club de la Primera B.

## Clubes
| Club                 | País     | Año         |
| -------------------- | -------- | ----------- |
| Atlético Nacional    | Colombia | 2005 - 2008 |
| Envigado F. C.       | Colombia | 2008        |
| La Equidad           | Colombia | 2009        |
| Atlético Nacional    | Colombia | 2010        |
| Envigado F. C.       | Colombia | 2011 - 2012 |
| Deportivo Pasto      | Colombia | 2013        |
| Once Caldas          | Colombia | 2014 - 2015 |
| Rionegro Águilas     | Colombia | 2015        |
| La Equidad           | Colombia | 2016        |
| América de Cali      | Colombia | 2016 - 2017 |
| Rionegro Águilas     | Colombia | 2017        |
| Deportivo Pereira    | Colombia | 2018        |
| Rionegro Águilas     | Colombia | 2018        |
| Boyacá Chicó         | Colombia | 2019 - 2021 |
| Llaneros Fútbol Club | Colombia | 2021 - 2022 |

## Palmarés

### Torneos nacionales
| Título              | Club              | País     | Año  |
| ------------------- | ----------------- | -------- | ---- |
| Torneo Apertura     | Atlético Nacional | Colombia | 2005 |
| Torneo Apertura     | Atlético Nacional | Colombia | 2007 |
| Torneo Finalización | Atlético Nacional | Colombia | 2007 |
| Primera B           | América de Cali   | Colombia | 2016 |